# 芦別炭鉱
芦別炭鉱（あしべつたんこう）とは、かつて北海道芦別市に存在した炭鉱のこと。鉱区毎に複数の企業体が参入しており、大手の五社で芦別五山（三菱芦別炭鉱、三井芦別炭鉱、油谷鉱業、高根炭鉱、明治鉱業）といわれた鉱山群の総称にもなっている。初期から開発を実施した三菱系の鉱区は、早々に資源が枯渇し撤退を余儀なくされたが、三井系の鉱区は平成年間に入っても採掘を続けていた。北海道における石炭事業では寡占的地位を占めていた北海道炭礦汽船の参入を、財閥系企業が中心となり阻止した経緯がある。

## 歴史
- 1800年代　小規模な炭鉱開発が開始
- 1920年（大正9年） - 三菱合資会社（後の三菱芦別炭鉱、三菱鉱業の前身）が石炭産業に参入、1921年から出炭を開始。採掘箇所は、数年間で10鉱区以上に拡大。
- 1933年（昭和8年） - 三菱芦別炭鉱が休山
- 1943年（昭和18年） - 三井芦別炭鉱が操業開始
- 1947年（昭和22年） - 三菱芦別炭鉱が出炭を再開
- 1962年（昭和37年）7月15日 - 三井芦別鉱業所頼城炭鉱でガス爆発事故。作業員11人が坑内に取り残され8人が死亡[1]。
- 1963年（昭和38年） - 明治炭鉱が閉山
- 1964年（昭和39年） - 三菱芦別炭鉱が閉山
- 1965年（昭和40年） - 油谷炭鉱閉山
- 1967年（昭和42年） - 高根炭鉱が閉山
- 1992年（平成4年） - 三井芦別炭鉱が閉山